# Libanon az 1960. évi nyári olimpiai játékokon
Libanon az olaszországi Rómában megrendezett 1960. évi nyári olimpiai játékok egyik részt vevő nemzete volt. Az országot az olimpián 6 sportágban 19 sportoló képviselte, akik érmet nem szereztek.

## Atlétika
Férfi
| Versenyző     | Versenyszám | Selejtező | Selejtező | Döntő    | Döntő    |
| Versenyző     | Versenyszám | Eredmény  | Helyezés  | Eredmény | Helyezés |
| ------------- | ----------- | --------- | --------- | -------- | -------- |
| Salem El-Jisr | Súlylökés   | 13,82 m   | 22.       | kiesett  | kiesett  |

## Birkózás
Kötöttfogású
| Versenyző       | Versenyszám | 1. forduló                             | 1. forduló | 1. forduló | 2. forduló                            | 2. forduló | 2. forduló | 3. forduló                     | 3. forduló | 3. forduló | 4. forduló                          | 4. forduló | 4. forduló | 5. forduló        | 5. forduló | 5. forduló | 6. forduló        | 6. forduló | 6. forduló | Döntő             | Döntő   | Döntő   | Helyezés |
| Versenyző       | Versenyszám | Ellenfél Eredmény                      | Pont       | Hely.      | Ellenfél Eredmény                     | Pont       | Hely.      | Ellenfél Eredmény              | Pont       | Hely.      | Ellenfél Eredmény                   | Pont       | Hely.      | Ellenfél Eredmény | Pont       | Hely.      | Ellenfél Eredmény | Pont       | Hely.      | Ellenfél Eredmény | Pont    | Hely.   | Helyezés |
| --------------- | ----------- | -------------------------------------- | ---------- | ---------- | ------------------------------------- | ---------- | ---------- | ------------------------------ | ---------- | ---------- | ----------------------------------- | ---------- | ---------- | ----------------- | ---------- | ---------- | ----------------- | ---------- | ---------- | ----------------- | ------- | ------- | -------- |
| Michel Nakouzi  | 57 kg       | Santiago Cañete (ESP) · 1-3            | 1          | =6.        | Gilbert Dubier (FRA) · 1-3            | 2          | =6.        | Ewald Tauer (EUA) · 1-3        | 3          | =4.        | Oleg Karavajev (URS) · 3-1          | 6          | =9.        | kiesett           | kiesett    | kiesett    |                   |            |            | kiesett           | kiesett | kiesett | 9.       |
| Elie Naasan     | 62 kg       | Joseph Schmid (SUI) · 1-3              | 1          | =6.        | Vojtech Tóth (TCH) · 2-2              | 3          | =10.       | Mihai Şulţ (ROU) · 3-1         | 6          | =11.       | kiesett                             | kiesett    | kiesett    | kiesett           | kiesett    | kiesett    | kiesett           | kiesett    | kiesett    | kiesett           | kiesett | kiesett | 11.      |
| Ibrahim Awariki | 67 kg       | Dimitar Stoyanov (BUL) · 3-1           | 3          | =13.       | Mohamed Mansour (MAR) · 1-3           | 4          | =14.       | Mitsuharu Kitamura (JPN) · 2-2 | 6          | =14.       | kiesett                             | kiesett    | kiesett    | kiesett           | kiesett    | kiesett    |                   |            |            | kiesett           | kiesett | kiesett | 13.      |
| Hicham Ido      | 73 kg       | Hans-Jörg Hirschbühl (SUI) · kétvállas | 4          | =25.       | Günter Maritschnigg (EUA) · kétvállas | 8          | =25.       | kiesett                        | kiesett    | kiesett    | kiesett                             | kiesett    | kiesett    | kiesett           | kiesett    | kiesett    | kiesett           | kiesett    | kiesett    | kiesett           | kiesett | kiesett | 25.      |
| Yacoub Romanos  | 79 kg       | Helmut Längle (AUT) · kétvállas        | 0          | =1.        | Charles Berthoud (SUI) · 1-3          | 1          | =2.        | Russell Camilleri (USA) · 2-2  | 3          | =4.        | Nikolay Chuchalov (URS) · kétvállas | 7          | =7.        | kiesett           | kiesett    | kiesett    | kiesett           | kiesett    | kiesett    | kiesett           | kiesett | kiesett | 7.       |

Szabadfogású
| Versenyző   | Versenyszám | 1. forduló                     | 1. forduló | 1. forduló | 2. forduló                     | 2. forduló | 2. forduló | 3. forduló                        | 3. forduló | 3. forduló | 4. forduló        | 4. forduló | 4. forduló | 5. forduló        | 5. forduló | 5. forduló | Döntő             | Döntő   | Döntő   | Helyezés |
| Versenyző   | Versenyszám | Ellenfél Eredmény              | Pont       | Hely.      | Ellenfél Eredmény              | Pont       | Hely.      | Ellenfél Eredmény                 | Pont       | Hely.      | Ellenfél Eredmény | Pont       | Hely.      | Ellenfél Eredmény | Pont       | Hely.      | Ellenfél Eredmény | Pont    | Hely.   | Helyezés |
| ----------- | ----------- | ------------------------------ | ---------- | ---------- | ------------------------------ | ---------- | ---------- | --------------------------------- | ---------- | ---------- | ----------------- | ---------- | ---------- | ----------------- | ---------- | ---------- | ----------------- | ------- | ------- | -------- |
| Nazem Amine | 67 kg       | Kenneth Stephenson (GBR) · 1-3 | 1          | =4.        | Roger Bielle (FRA) · kétvállas | 5          | =15.       | Moustafa Tajiki (IRI) · kétvállas | 9          | 16.        | kiesett           | kiesett    | kiesett    | kiesett           | kiesett    | kiesett    | kiesett           | kiesett | kiesett | 16.      |

## Sportlövészet
Férfi
| Versenyző            | Versenyszám       | Selejtező | Selejtező | Selejtező | Döntő   | Döntő    |
| Versenyző            | Versenyszám       | Csoport   | Pont      | Helyezés  | Pont    | Helyezés |
| -------------------- | ----------------- | --------- | --------- | --------- | ------- | -------- |
| Abdullah Jaroudi Jr. | Sportpuska, fekvő | A         | 377       | 35.       | kiesett | =64.     |
| Elias Salhab         | Trap              |           | 89        | =17.      | 182     | =10.     |
| Maurice Tabet        | Trap              |           | 94        | =4.       | 176     | =24.     |

## Súlyemelés
| Versenyző        | Versenyszám | Nyomás   | Nyomás   | Szakítás | Szakítás | Lökés    | Lökés    | Összesen | Helyezés |
| Versenyző        | Versenyszám | Eredmény | Helyezés | Eredmény | Helyezés | Eredmény | Helyezés | Összesen | Helyezés |
| ---------------- | ----------- | -------- | -------- | -------- | -------- | -------- | -------- | -------- | -------- |
| Salah Chammah    | 60 kg       | 92,5     | =13.     | 97,5     | =10.     | 117,5    | 16.      | 307,5    | 14.      |
| Mohamed Mourtada | 75 kg       | 110,0    | =15.     | 110,0    | =12.     | 140,0    | =12.     | 360,0    | 14.      |

## Vitorlázás
Nyílt
| Versenyző                  | Versenyszám     | Futam | Futam | Futam | Futam | Futam | Futam | Futam | Pontszám | Helyezés |
| Versenyző                  | Versenyszám     | 1     | 2     | 3     | 4     | 5     | 6     | 7     | Pontszám | Helyezés |
| -------------------------- | --------------- | ----- | ----- | ----- | ----- | ----- | ----- | ----- | -------- | -------- |
| Pierre Arbaji              | Finn dingi      | 140   | 140   | 154   | 101   | 198   | 101   | (0)   | 834      | 35.      |
| Antoine Sader Fred Zebouni | Repülő hollandi | 130   | 177   | 101   | (0)   | 0     | 0     | 0     | 408      | 31.      |

## Vívás
Férfi
| Versenyző                                                    | Versenyszám       | Csoportkör | Csoportkör | Csoportkör | Csoportkör | Csoportkör        | Csoportkör  | Csoportkör        | Csoportkör | Csoportkör        | Csoportkör | Helyezés    |
| Versenyző                                                    | Versenyszám       | 1. kör | 1. kör     | 2. kör | 2. kör     | Negyeddöntő       | Negyeddöntő | Elődöntő          | Elődöntő   | Döntő             | Döntő      | Helyezés    |
| Versenyző                                                    | Versenyszám       | Ellenfél Eredmény | Hely.      | Ellenfél Eredmény | Hely.      | Ellenfél Eredmény | Hely.       | Ellenfél Eredmény | Hely.      | Ellenfél Eredmény | Hely.      | Helyezés    |
| ------------------------------------------------------------ | ----------------- | --- | ---------- | --- | ---------- | ----------------- | ----------- | ----------------- | ---------- | ----------------- | ---------- | ----------- |
| Ibrahim Osman                                                | Párbajtőr, egyéni | 11. csoport · Roger Theisen (LUX) · 5-4 · Richard Stone (AUS) · 5-3 · Michel Steininger (SUI) · 5-4 · Pedro Cabrera (ESP) · 5-4 · Yves Dreyfus (FRA) · 3-5 · Bill Hoskyns (GBR) · 3-5       | 2.         | 6. csoport · Adalbert Gurath Jr. (ROU) · 5-4 · Janusz Kurczab (POL) · 3-5 · Bill Hoskyns (GBR) · 3-5 · Armand Mouyal (FRA) · 2-5 · Jules Amez-Droz (SUI) · 3-5 | 6.         | kiesett           | kiesett     | kiesett           | kiesett    | kiesett           | kiesett    | helyezetlen |
| Mohamed Ramadan                                              | Párbajtőr, egyéni | 9. csoport · Andreas Soeratman (INA) · 5-2 · Jesús Díez (ESP) · 5-3 · Alberto Balestrini (ARG) · 2-5 · Guram Kosztava (URS) · 3-5 · Rolf Wiik (FIN) · 2-5 · Ángel Roldán (MEX) · nem vívtak | 4.         | kiesett | kiesett    | kiesett           | kiesett     | kiesett           | kiesett    | kiesett           | kiesett    | helyezetlen |
| Michel Saykali                                               | Párbajtőr, egyéni | 4. csoport · Manuel Martínez (ESP) · 5-3 · Kausz István (HUN) · 3-5 · Giovanni Battista Breda (ITA) · 1-5 · John Pelling (GBR) · 2-5 · Benito Ramos (MEX) · nem vívtak                      | 4.         | kiesett | kiesett    | kiesett           | kiesett     | kiesett           | kiesett    | kiesett           | kiesett    | helyezetlen |
| Hassan El-Said Ibrahim Osman Mohamed Ramadan Michel Saykali] | Párbajtőr, csapat | 3. csoport · Szovjetunió (URS) · 8 (18)-8 (25) · Svájc (SUI) · 8 (23)-8 (26) | 3.         | kiesett |            | kiesett           |             | kiesett           |            | kiesett           |            | helyezetlen |